# جان رمبو (ورزشکار)
جان رمبو (انگلیسی: John Rambo؛ زادهٔ ۹ اوت ۱۹۴۳) ورزشکار دو و میدانی اهل ایالات متحده آمریکا است.
وی در مسابقات کشوری و بین‌المللی در مجموع برندهٔ ۱ مدال برنز شده‌است.